# Tỷ lệ hoàn vốn kế toán
Tỷ lệ hoàn vốn kế toán, còn được gọi là tỷ lệ hoàn vốn trung bình hoặc ARR là một tỷ lệ tài chính được sử dụng trong lập ngân sách vốn. Tỷ lệ này không đưa vào tài khoản các khái niệm về giá trị thời gian của tiền. ARR tính toán hoàn vốn, được tạo ra từ thu nhập ròng của vốn đầu tư đề xuất. ARR là một tỷ lệ phần trăm hoàn vốn. Như vậy, nếu ARR = 7%, thì nó có nghĩa là dự án được dự kiến sẽ kiếm được bảy xu của mỗi đô la đầu tư. Nếu ARR là bằng hoặc lớn hơn mức hoàn vốn yêu cầu, dự án có thể chấp nhận được. Nếu nó ít hơn mức mong muốn, nó sẽ bị từ chối. Khi so sánh đầu tư, ARR cao hơn, hấp dẫn đầu tư hơn  Quá nửa các công ty lớn tính toàn ARR khi thẩm định các dự án.

## Công thức cơ bản
- {\displaystyle {\text{ARR}}={\frac {\text{Loi nhuan trung binh}}{\text{Dau tu trung binh}}}}

ở đây
- {\displaystyle {\text{Dau tu trung binh}}={\frac {\text{Gia tri so sach dau nam thu nhat + Gia tri so sach cuoi vong doi su dung}}{\text{2}}}}

## Cạm bẫy
1. Kỹ thuật này dựa trên lợi nhuận hơn là dòng tiền. Nó bỏ qua dòng tiền từ đầu tư. Do đó, nó có thể bị ảnh hưởng bởi các khoản không bằng tiền mặt như nợ xấu và khấu hao khi tính lợi nhuận. Sự thay đổi phương pháp khấu hao có thể được điều chỉnh và dẫn đến lợi nhuận cao hơn.
2. Kỹ thuật này không điều chỉnh cho nguy cơ dự báo dài hạn.
3. ARR không tính đến giá trị thời gian của tiền.